# コバック
株式会社コバック（英: KOBAC Co., ltd.）は、愛知県豊田市に本社を置く車検や自動車整備のチェーン（車検のコバックフランチャイズ本部）。

## 概要
創業1959年。創業時は「小林モータース」として豊田市内で個人商店として運営を初め、その後1976年に株式会社法人を設立。
1991年に社名を現在のコバックに改め、「車検のコバック」名で本格的なチェーン展開を開始。
日本各地に直営・フランチャイズ契約店を含め554店舗を展開。
自動車整備・車検の工場を展開するほか、自動車整備士育成を目指す「コバック車検大学校」を本社内に設置（愛知県知事認定訓練校）。

## 沿革
- 1959年　愛知県豊田市小坂町にて、8月20日小林モータース創業（認証工場）
- 1967年　事業拡張のため、7月31日現在地（愛知県豊田市陣中町）に移転
- 1971年　名古屋陸運局の指定工場取得
- 1976年　小林モータース株式会社設立（資本金500万円）
- 1981年　ローターリー式車検自動ライン導入（西三河1号機）年間車検661台
- 1982年　小林憲司（現社長）入社。同業者・ガソリンスタンド提携スタート
- 1986年　新聞折込チラシスタート／異業種車検取次店30店舗開発
- 1987年　新店舗オープン／車検CI「車検センター新豊田」
- 1988年　ガソリンスタンド業務提携20拠点に拡大
  - ガソリンスタンド向け「車検販売マニュアル」開発
- 1989年　フロントオペレーション・マニュアル開発
- 1990年　FC事業部設立、車検のシステム化・マニュアル化
  - 株式会社コバックへ12月6日社名変更（商標：車検のコバック）
- 1991年　「車検のコバック」FCシステムの開発・全国発表
  - 整備士アルバイト5名採用（PAシステム開発）
- 1992年　車検のコバック　FC1号店　愛知県半田市にOPEN
- 1993年　コバックISNコンピューターシステム開発
- 1994年　整備診断保証システム「ロイヤル保証」全店導入、直営2号店豊田若林店12月10日OPEN　全国初ドライブスルーシステム導入
  - コバックFC店　ネットワーク50拠点へ拡大、 直営豊田陣中店　年間車検台数新記録8,102台突破・月間1,017台達成
- 1995年　「60分立会車検」をスタート
  - 関東・東海・九州地区においてラジオCMスタート
- 1996年　コバック本社移転　8月30日竣工、本社３F「コバック車検大学校」開設
  - 直営3号店　豊田梅坪店9月28日OPEN（車検取次、車販店）、直営4号店　岡崎大樹寺店9月28日OPEN、コバック鈑金塗装館12月28日OPEN
- 1997年　直営5号店　岡崎羽根店3月8日OPEN、直営6号店　大林サポート店10月4日OPEN
  - 直営7号店　天白八事店12月13日OPEN、コバックFC店　ネットワーク100拠点へ拡大
- 1998年　直営豊田陣中店　日間新記録51台達成、「コバックタイヤ」拡販スタート
  - 直営8号店　東郷三好店6月27日OPEN、コバック鈑金塗装館ネットワーク1号店OPEN
- 1999年　直営9号店　安城箕輪店2月20日OPEN
- 2000年　コバックFC店　ネットワーク200拠点へ拡大
- 2001年　東海地区にてTVCMスタート
- 2002年　ISO9001認証取得（本社・豊田陣中店・豊田梅坪店）
- 2003年　コバック鈑金塗装館を「鈑金のモドーリー」へCI変更
  - コバック車検大学校が職業能力開発関係優良事業所として、厚生労働大臣表彰を受賞
- 2005年　コバックFC店　ネットワーク300拠点へ拡大
- 2006年　東郷三好店、岡崎羽根店、豊田若林店、岡崎大樹寺店がスーパー車検専門店としてリニューアルオープン
- 2007年　新業態：オイル交換専門店「オイルロニーズ豊田陣中店」10月13日OPEN
- 2009年　直営10号店　豊明店1月16日OPEN
- 2012年　コバックFC店　ネットワーク400拠点へ拡大
- 2015年　コバックFC店　ネットワーク444拠点へ拡大
  - ハピカ国際ビル　9月16日　竣工
- 2017年　コバックFC店　ネットワーク500拠点突破
- 2019年　直営11号店　名古屋茶屋店1月26日OPEN
- 2024年　コバックFC店　ネットワーク553拠点へ拡大

## キャラクター

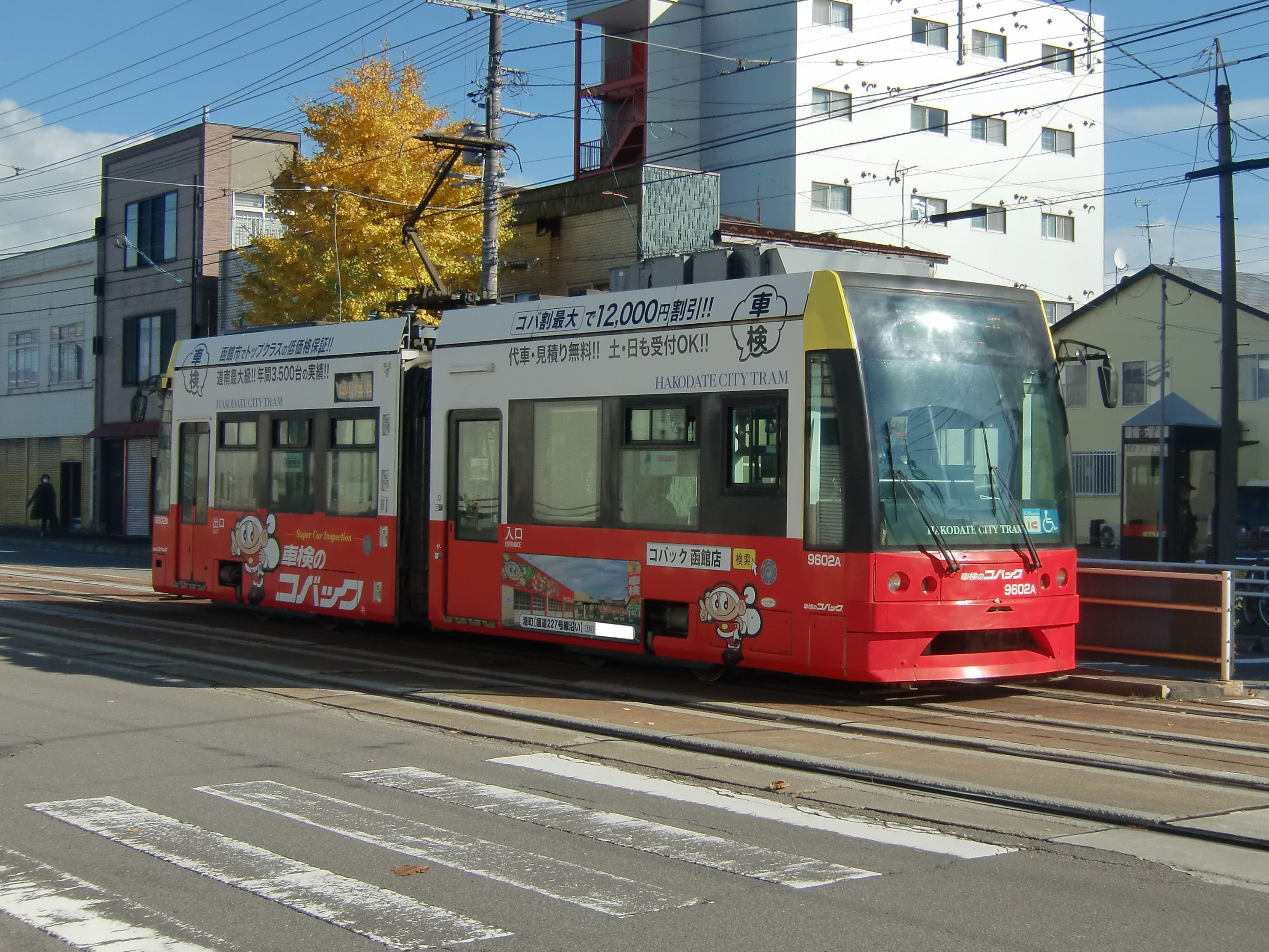
車検のコバックと「コバサン太」ラッピング広告を施したラッピング車両（函館市電・函館市交通局9600形電車、通称らっくる号〈9602号〉）

コバックは屋号変更と同時にキャラクター「コバサン太」を誕生させ、日本でも非常に早い段階でキャラクター戦略を取り入れた企業の一つである。
「コバサン太」はゆるキャラグランプリ2014に出場し、企業部門で全国2位、総合21位という成績を初出場で収めている。
その他、コバックには多くのキャラクターが存在しており、それぞれに何らかのイメージキャラクターという意味合いを持たせている。